# Johannes Hartl

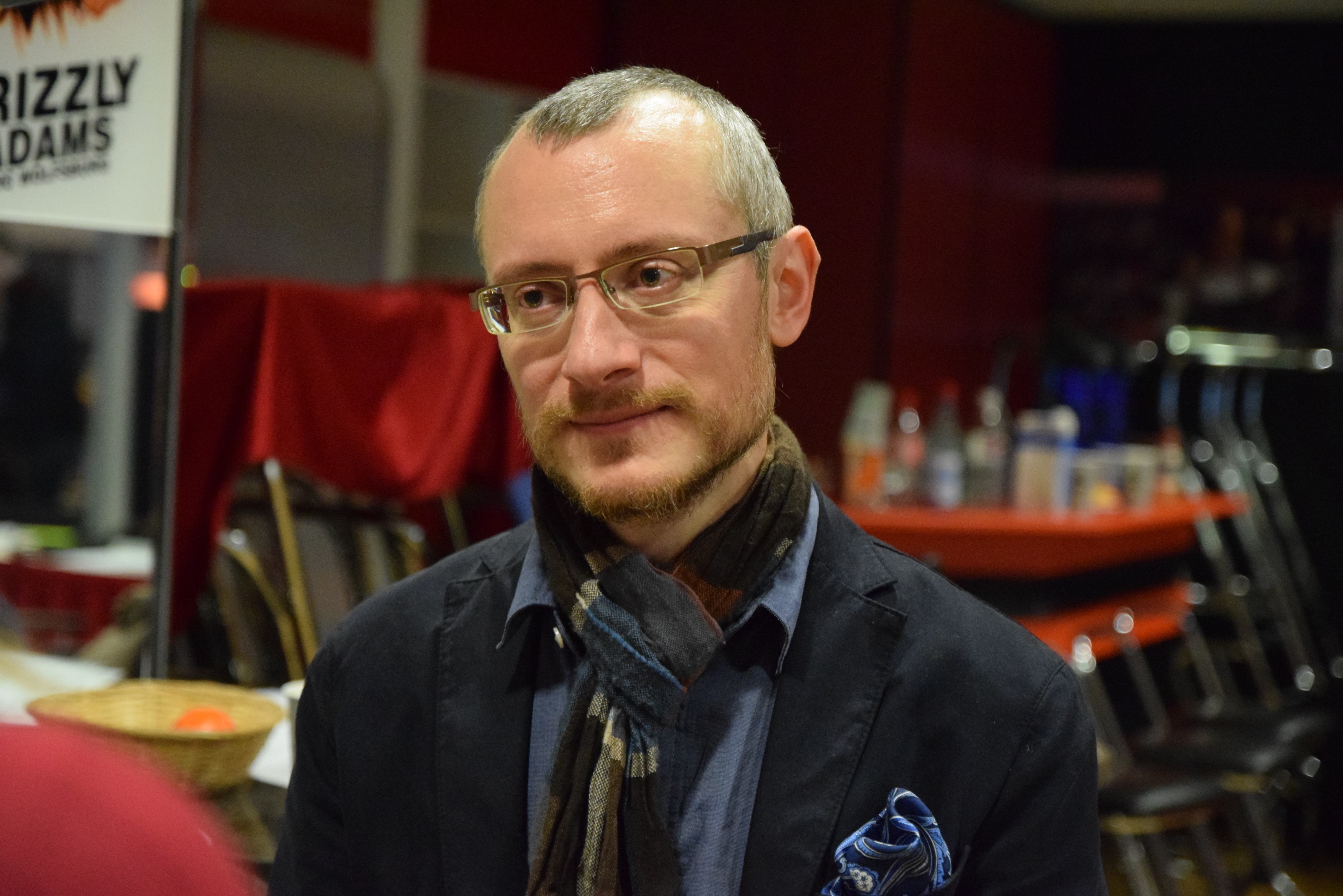
Johannes Hartl (2016)

Johannes Hartl (* 17. Januar 1979 in Metten) ist ein deutscher Philosoph, römisch-katholischer Theologe, Buchautor, Referent, Webvideoproduzent und Gründer des Gebetshauses Augsburg.

## Leben
Hartl wuchs im niederbayerischen Metten auf und besuchte ein altsprachliches Gymnasium. Er studierte Germanistik und Philosophie und promovierte 2007 in Theologie an der Ludwig-Maximilians-Universität München zu einem philosophisch-theologischen Grenzthema. Der Titel seiner Dissertation lautete: Metaphorische Theologie. Grammatik, Pragmatik und Wahrheitsgehalt religiöser Sprache.
Weltweite Reisen, Aufenthalte in Klöstern (besonders auf dem Berg Athos) und das ökumenische Miteinander im Gebetshaus prägten den Inhalt seiner Bücher und Vorträge. Hartl steht für eine zeitgemäße Form, Glauben und Spiritualität mit intellektuellem Anspruch zu verbinden.
Hartl ist als Konferenzredner seit 2009 international tätig, darunter auf zahlreichen Großveranstaltungen wie den Willow-Creek-Kongressen 2016 und 2020 mit bis zu 10.000 Teilnehmern. Seine Bücher wurden in mehrere Sprachen übersetzt, unter anderem ins Englische, Französische, Niederländische, Polnische und Ungarische. Seine Vorträge auf YouTube erreichen weite Verbreitung. Als Dozent ist er Mitglied des Instituts für Spirituelle Theologie und Religionswissenschaft der Philosophisch-Theologischen Hochschule Heiligenkreuz.

### Privates
Seinen Wunsch, Mönch zu werden, gab er auf und heiratete 2001 seine Frau Jutta. Das Paar hat vier Kinder.

### Thematische Schwerpunkte
In seiner Dissertation erforscht Hartl ausgehend von den Erkenntnissen der kognitiven Linguistik und der analytischen Philosophie (besonders Ludwig Wittgensteins) die Fähigkeit menschlicher Sprache, die Gesamtperspektive auf Subjekt und Welt auf grundlegende Weise zu strukturieren. Unter dem Stichwort „Philosophie des gelingenden Lebens“ behandelt Hartl in seinen Vorträgen das metaphorische Potenzial religiöser Sprache auf ganzheitliche Weise. Spiritualität und Gebet spielen eine zentrale Rolle. Unter dem Stichwort einer „Ökologie des Herzens“ versucht Hartl, die Themen Schönheit (Ästhetik), Empathie (Psychologie) und Wahrheit aus der Perspektive christlicher Philosophie zu verbinden. Maßgebliche Impulse erhielt er durch den Philosophen Ferdinand Ulrich, sowie Hans-Urs von Balthasar, C. S. Lewis und Martin Buber. Typisch für Hartls Denkweise ist die Verbindung philosophischer, psychologischer und literaturwissenschaftlicher Betrachtungen mit den Aussagen der Bibel und des christlichen Glaubens. Regelmäßig äußert sich Hartl zu gesellschaftlichen und politischen Debatten wie der Generation Z, Gender, Sexualität, Soziale Medien, dem Israel-Palästina-Konflikt oder Wladimir Putin, unter anderem im Format Hartls Senf auf YouTube, aber auch in Gastbeiträgen auf anderen Websites.

## Kritik
Die Sozialethikerin Ursula Nothelle-Wildfeuer kritisiert an dem von Hartl mitverfassten Spiegel-Bestseller „Mission Manifest“, dass die sozial-karitative und gesellschaftlich-politische Seite der Diakonie darin fehle, und sie sieht beim Gebetshaus die Gefahr einer „Versektung“. Hartl meint dazu, dass die katholische Diakonie in Deutschland gut etabliert sei, während die Evangelisation nur wenig praktiziert werde – daher sieht er vor allem hier einen Nachholbedarf. Eine „Versektung“ kann, so Hartl, dort entstehen, wo „man ein starkes Wir-Gefühl aufbaut und die eigene Unfehlbarkeit konstruiert, die sich vom Ganzen des Glaubens abschneidet“. Aber das Gebetshaus sei „ökumenisch zusammengesetzt“, und man könne dort „nicht einmal Mitglied werden“ und müsse sich „konfessionell überhaupt nicht verorten“; hier sei kaum zu befürchten, dass „eine exklusive Einzelgruppe“ entstehe.
Hartl war 2020 einer der Organisatoren der Aktion „Deutschland betet gemeinsam“. Ein Zeitschriftenartikel bemängelte die Absicht, „für unser Land“ zu beten (statt für alle Länder), und bezeichnete die Gleichsetzung der betenden Nation mit dem Volk Israel als „antisemitisch“. Die beiden beteiligten jüdischen Unterstützer ließen sich daraufhin von der Unterstützerliste streichen, der Text des Gebetes wurde geändert.

## Gebetshaus Augsburg
Bereits während seines Studiums hatte Hartl, laut eigener Angaben, den Gedanken, dass es einen Ort geben müsste, an dem Tag und Nacht gebetet wird, wie es Paulus im 1. Thessalonicherbrief 5,17  formuliert hatte: Betet ohne Unterlass! Es sollte ein Zentrum sein, in dem an 24 Stunden am Tag und 365 Tagen im Jahr unaufhörlich gebetet wird. Im Jahr 2005 gründete er mit seiner Frau Jutta das Gebetshaus Augsburg, ein Zentrum der ewigen Anbetung Gottes. 2011 wurde ein Ziel, nämlich 168 Stunden pro Woche zu beten, erreicht. Am 1. Februar 2024 wurde der „24/7-Livestream“ gestartet. Mitarbeiter dort sind Katholiken und Protestanten, junge und ältere Personen. Von den etwa 170 Mitarbeitern sind ca. 100 ehrenamtlich tätig; die knapp 50 hauptamtlichen Mitarbeiter engagieren sich in Kinder- und Jugendarbeit, bieten Seminare, Schulungen und Vorträge zu geistlichen Themen an. Darüber hinaus sind 30 bis 40 Teilnehmer der internen Glaubensschule und Volontäre fester Bestandteil des Dienstes und Aufgaben des Gebetshauses. Das Gebetshaus wird durch Spenden und Honorare finanziert, es unterhält eine eigene Medienarbeit, vertreibt geistliche Literatur und Tonträger. Johannes Hartl war mit dem Gebetshaus Hauptinitiator der Aktion „Deutschland betet gemeinsam“ unter der Schirmherrschaft des bayerischen Ministerpräsidenten Markus Söder, an der im April 2020 laut Veranstalter circa eine Million Menschen teilnahm. Unter den Mitwirkenden waren neben Bischöfen auch Prominente wie Peter Maffay, Heiko Herrlich, sowie Bundesministerin Julia Klöckner und Bundestagsabgeordnete. Mittlerweile ist das Gebetshaus so etabliert, dass Hartl sich zurückziehen und „eine neue Generation von Leitern [...] bevollmächtigen“ möchte.

### Konferenzen
Unter dem Titel „Mehr“ (Eigenschreibweise „MEHR“) veranstaltet das Gebetshaus seit 2008 jährlich  eine ökumenische Konferenz, bei der Inspiration und freudige Vermittlung des christlichen Glaubens im Vordergrund stehen sollen. Waren es anfangs nur 120 Teilnehmende, wuchs die Zahl kontinuierlich. 2015 besuchten schon 4.500, 2016 über 7.000 und 2018 um die 11.000 Personen die viertägige Konferenz. Kritiker warnten vor Emotionalisierung und überzogenem Showcharakter der Veranstaltung. Der Passauer Bischof Stefan Oster nahm an den Konferenzen 2017 und 2018 teil. Im Rahmen dieser Konferenz veröffentlichte Hartl 2018 das Mission Manifest. Im Januar 2020 zog die MEHR 12.000 Teilnehmer in die Messe Augsburg  und war erstmals komplett ausverkauft. Unter den Referenten war der Schauspieler Samuel Koch sowie Kardinal Kurt Koch. Unter dem Motto „MEHRtheologie“ fand im Rahmen der Konferenz ein Fachpodium zu philosophischen und theologischen Themen mit etwa 2500 Teilnehmern statt. Diese Veranstaltung wurde zusammen mit dem Institut für ökumenische Studien der Universität Freiburg (Schweiz) ausgerichtet.
Vom 8. bis 9. Januar 2022 fand die erste „Weniger“-Konferenz (Eigenschreibweise „WENIGER“) statt. Zunächst als reine Präsenzveranstaltung geplant, wurde das Event aufgrund der Coronabeschränkungen schließlich ausschließlich online übertragen. Die zweite „Weniger“-Konferenz fand als Doppelevent am 5.–6. sowie 7.–8. Januar 2023 statt. Mit dem ZimZum-Festival fand vom 3. bis 6. Januar ein neues Konferenz-Format für Jugendliche zwischen 13 und 25 Jahren statt, das von Hartl und dem Gebetshaus gemeinsam mit dem Campus für Christus organisiert wurde und über 2000 Teilnehmer anzog.

## Schriften

### Monographien
- Metaphorische Theologie: Grammatik, Pragmatik und Wahrheitsgehalt religiöser Sprache. Studien zur systematischen Theologie und Ethik, Band 51. Lit Verlag Berlin, ISBN 978-3-8258-0749-8, Münster 2008, ISBN 3-8258-0749-5 (Dissertation).
- Negative Gedankenmuster überwinden. ISBN 978-3-9815412-1-2.
- Die ganze Bibel in 77 Minuten. D&D Medien, Grünkraut 2010, ISBN 978-3-932842-95-5.
- Nein zur Entmutigung. D&D Medien, Grünkraut 2010, ISBN 978-3-932842-96-2.
- Gottes Stimme hören im Hier und Jetzt. D&D Medien, Grünkraut 2010, ISBN 978-3-932842-97-9.
- Die Liebe, das Leid, die Herrlichkeit. D&D Medien, Grünkraut 2013, ISBN 978-3-86400-012-6.
- Faszination und Effektivität. D&D Medien, Grünkraut 2013, ISBN 978-3-86400-011-9.
- Wenn die Seele weint – Glauben, wenn es wehtut. Cap-books 2014, ISBN 978-3-86773-215-4.
- In meinem Herzen Feuer. Meine aufregende Reise ins Gebet. SCM R. Brockhaus, Wuppertal 2014, 6. Auflage 2016, ISBN 978-3-417-26610-8.
- Die Kunst, eine Frau zu lieben. Das große Geheimnis verstehen. cap-books 2014, 2. Auflage, ISBN 978-3-86773-198-0.
- Die Kunst, meinen Mann zu lieben. cap-music Musikverlag 2015, ISBN 978-3-86773-240-6.
- Gott ungezähmt. Raus aus der spirituellen Komfortzone. Herder Verlag, Freiburg 2015, ISBN 978-3-451-34890-7.
- Einfach Gebet: Zwölfmal Training für einen veränderten Alltag, SCM R. Brockhaus, Wuppertal 2016, ISBN 978-3-417-26807-2.
- Eden Culture: Ökologie des Herzens für ein neues Morgen, Herder Verlag, Freiburg 2021, ISBN 978-3-451-03308-7.
- Die Kraft eines fokussierten Lebens, Herder Verlag, Freiburg 2025, ISBN 978-3-451-60149-1.

### Als Mitautor
- Mit Andreas Hardt: Basic: 60 jesusmäßige Tage zum Selberbasteln. Herausgeber: JCE (Jugendarbeit der Charismatischen Erneuerung in der Katholischen Kirche). D&D Medien, Grünkraut 2006, ISBN 978-3-932842-78-8.
- Mit Leo Tanner: Katholisch als Fremdsprache – Einander verstehen, gemeinsam vorwärts gehen. WeG Verlag, Eggersriet 2015, ISBN 978-3-932842-78-8.
- Mit Karl Wallner, Bernhard Meuser u. a.: Mission Manifest – Die Thesen für das Comeback der Kirche, Herder 2018, ISBN 978-3-451-38147-8.

## Musik
- Augenlieder, Gebetshaus Augsburg 2013
- So hoch der Himmel ist, Gebetshaus Augsburg 2017
- Habitare Secum, Instrumentalalbum zusammen mit Christian Heidenbauer, Gebetshaus Augsburg 2020
- Verborgene Lieder, zusammen mit Veronika Lohmer und Christian Heidenbauer, 2023